# Peruíbe (kommun)
Peruíbe är en kommun i Brasilien.   Den ligger i delstaten São Paulo, i den sydöstra delen av landet, 900 km söder om huvudstaden Brasília. Antalet invånare är 59 793.
Följande samhällen finns i Peruíbe:
- Peruíbe